# Prosopocoilus spineus spineus
Prosopocoilus spineus spineus es una subespecie de coleóptero de la familia Lucanidae.

## Distribución geográfica
Habita en Vietnam.